# Say So
" Say So " is een nummer van de Amerikaanse rapper en zangeres Doja Cat, van haar tweede studioalbum Hot Pink (2019). Het werd op 28 januari 2020 uitgebracht als vijfde single van het album. Het nummer is geschreven door Doja Cat, Lydia Asrat, Yeti Beats en Lukasz Gottwald . Het lied werd geproduceerd door Dr. Luke onder het pseudoniem "Tyson Trax." Het werd populair doordat een dansje gemaakt door TikTok- gebruiker Haley Sharpe viraal ging op het platform. Het nummer behaalde de eerste plaats in de Billboard Hot 100 en werd de eerste nummer 1-hit van zowel Doja Cat als Nicki Minaj, dankzij de remix. Het nummer haalde ook in o.a. België, Nederland, Australië en het Verenigd Koninkrijk hoge noteringen.

## Achtergrond
"Say So" werd oorspronkelijk uitgebracht als het vijfde nummer op Doja Cat's tweede studioalbum Hot Pink . Eind 2019 en begin 2020 werd het nummer populair op de sociale media-app TikTok vanwege verschillende dansuitdagingsvideo 's met het nummer. Hierna werd het nummer als officiële single van het album naar de Amerikaanse hitradio gestuurd.

## Live optredens
Het nummer werd uitgevoerd door Doja op The Tonight Show met Jimmy Fallon, op 26 februari 2020. De zangeres stelde zong het nummer in een babyroze bodysuit, samen met twee back-upzangers / dansers die een door disco beïnvloede choreografie uitvoeren, waarin enkele van de dansbewegingen uit de virale TikTok-routine zijn verwerkt.

## Videoclip
De muziekvideo voor "Say So" werd uitgebracht op 27 februari 2020. In de video, geregisseerd door Hannah Lux Davis, verschijnt Doja in verschillende "glinsterende" outfits.